# Frank Ragano
Frank Ragano, né le 25 janvier 1923 et mort le 13 mai 1998, est un avocat américain.

## Avocat des parrains de la mafia
Il est spécialement connu pour avoir été le défenseur, lors de procès civils et pénaux qui eurent lieu dans les années 1960 et 1970, de plusieurs parrains de la mafia américaine, tels Santo Trafficante Junior et Carlos Marcello.
Il a aussi été l'avocat du syndicat des routiers (Teamsters) et de leur chef, Jimmy Hoffa.
Dans son autobiographie, publiée en 1994, intitulée Mob Lawyer, Ragano a détaillé sa carrière juridique auprès des grands mafieux américains, et a révélé que le « boss » de Floride, Santo Trafficante Junior, lui avait confessé, avant sa mort survenue en 1987, que Carlos Marcello était impliqué dans l'attentat contre le président Kennedy du 22 novembre 1963.